# Незикин
Незики́н (иуд.-арам. נזיקין‎ — «ущербы») — четвёртый из шести разделов Мишны. Состоит из 10 трактатов, посвященых законам Устной Торы, связанных с имущественными отношениями между людьми и уголовным правом. Особое место занимает трактат Авот, посвященный проблемам этики. В Вавилонском Талмуде есть комментарий на все трактаты из раздела Незикин кроме трактата Авот, в Иерусалимском Талмуде в дополнении к этому отсутствует трактат Эдуйот.

## Трактаты раздела «Незикин»
- Бава Кама
- Бава Меция
- Бава Батра
- Сангедрин
- Макот
- Шевуот
- Эдуйот
- Авода Зара
- Авот
- Орайот